# George Rooke
George Rooke (Saint-Laurent, 1650-Londres, 24 de enero de 1709) fue un comandante y almirante naval británico.
Nació cerca de Canterbury en 1650. Ingresa en la marina como voluntario, sirviendo en las guerras anglo-neerlandesas alcanzando en 1673, con tan sólo 23 años, el rango de capitán de navío. Tras la revolución de 1688, comandó el escuadrón por el que alcanzó el asedio de Londonderry en 1689.
En 1690 es ascendido a almirante de retaguardia, luchando en la batalla de Beachy Head. En mayo de 1692 toma parte en la batalla de Barfleur bajo las órdenes del almirante Edward Russell, destacando en un ataque nocturno sobre la flota francesa en el puerto de La Hogue, en el que consiguió destruir seis navíos franceses. Poco tiempo después fue nombrado sir, junto con una recompensa de 1000 libras.
En 1693 dirigió el convoy de Esmirna, que resultó dispersado y parcialmente apresado por el almirante francés Tourville cerca de la bahía de Lagos. Tras la paz de Nimega (1697), continuó su servicio en el canal de la Mancha y en el Mediterráneo. Durante la guerra de Sucesión española continuó sirviendo al canal del Mediterráneo. En 1702 comandó la expedición contra Cádiz, pero de vuelta a puerto destruyó a la escuadra hispano-francesa en la ría de Vigo, en lo que se conoce como batalla de Vigo.
Con sir Cloudesley Shovel participó en la toma de Gibraltar el 21 de julio de 1704, convirtiéndose de forma provisional en el gobernador militar de Gibraltar. El 13 de agosto de 1704 atacó a una flota francesa que en Málaga, aunque no logró la victoria.
En todo caso, a consecuencia de la insatisfacción expresada indirectamente por el resultado del enfrentamiento, se retiró del servicio en febrero de 1705. Falleció el 24 de enero de 1709.